# Anello Magni
L'anello Magni era un dispositivo tecnico ideato dall'ingegnere italiano Piero Magni, precursore della cappottatura NACA, applicato ad alcuni prototipi costruiti da Magni al fine di una commercializzazione sul mercato aeronautico.

## Principio di funzionamento
L'anello Magni è sostanzialmente un tubo, che avvolge il motore, caratterizzato da una strozzatura centrale della sua luce libera attraverso la quale passa la quantità d'aria necessaria al raffreddamento del motore. L'ingresso dell'aria è sempre frontale, mentre lo scarico invece avviene generalmente attraverso una sezione anulare fra l'anello e la fusoliera o la gondola motore.
All'entrata della cappottatura si ha una pressione dinamica dipendente dalla velocità dell'aereo, mentre l'uscita viene a coincidere con una forte depressione. La differenza di pressione tra l'entrata e l'uscita provoca una circolazione d'aria attraverso il motore, vincendo la resistenza al passaggio dell'aria attraverso i deflettori e le alette di raffreddamento dei cilindri.
Il lavoro derivante da questa differenza di pressione nel far passare la portata d'aria attraverso il  motore, si tradurrebbe in una maggiore resistenza all'avanzamento dell'anello Magni rispetto a quella che si avrebbe se questo fosse chiuso e ben profilato; ma nel passaggio dell'aria attraverso il motore, questa si riscalda. Aumentando l'aria di volume, aumenta pure la sua velocità di passaggio attraverso i deflettori del motore: quest'aumento di velocità comporta un aumento corrispondente di energia cinetica che, almeno in parte, compensa le perdite di carico dovute al passaggio dell'aria attraverso il motore, a spese del calore stesso attraverso le pareti del cilindro.
Nel flusso d'aria attraverso l'anello Magni si sovrappongono quindi due fenomeni: il passaggio di una portata d'aria attraverso una sezione ristretta e conseguentemente una perdita di carico, e il riscaldamento di una massa d'aria con conseguente acquisto di energia che va a diminuire la perdita di carico totale dovuta ad attriti e ad altre resistenze. A prescindere dalla funzione di tubo di convogliamento, l'anello Magni deve avere una buona penetrazione e ridurre al minimo la sua resistenza frontale e perciò si realizza il bordo d'attacco con un profilo esterno simile a quello di un profilo alare. Il profilo interno invece non ha particolare importanza, date le basse velocità nell'interno.
Come sul dorso di un'ala, sulla parte esterna dell'anello si hanno forti depressioni che variano da profilo a profilo. Si è cercato di sfruttare questo effetto per realizzare cappottature a flusso invertito, le quali scaricano l'aria di raffreddamento attraverso una fessura regolabile nella zona di massima depressione.

## Applicazioni
Il sistema ebbe particolare successo nei motori radiali e, nella configurazione studiata dalla NACA, il suo uso venne praticamente esteso a tutti i velivoli, dato il consistente miglioramento nella penetrazione aerodinamica rispetto ad un motore non rivestito.